# Nicolaaskathedraal (Nizjni Novgorod)
De Kathedraal van de heilige Nicolaas (Russisch: Собор Николая Чудотворца) is een Russisch-orthodoxe kathedraal in Nizjni Novgorod. Na de Alexander Nevski-kathedraal is het de grootste kerk van de stad. De kathedraal behoort tot het bisdom Nizjni Novgorod en Arzamas. De kathedraal bevindt zich aan de Oelitsa Dijakonova in Nizjni Novgorod.

## Geschiedenis
In de vroege jaren 90 ontstond onder een groep gelovigen het plan om een kerk te bouwen in het centrum van het district Avtozavodskij. Enkele jaren later werd de parochie opgericht en een tijdelijk onderkomen gevonden in een kleuterschool. In 1998 werd een houten kerk gebouwd en gewijd aan de heilige Tatiana. De eerstesteenlegging van de kerk vond plaats in 1999. Wegens geldgebrek moesten de bouwactiviteiten echter enige tijd worden stilgelegd. Vanaf 2006 werd de bouw van de kerk hervat. Vanaf 2010 wordt er gewerkt aan de nieuwe iconostase, die door hetzelfde atelier wordt vervaardigd als de iconostase van de nieuwe Opstandingskathedraal in Dzerzjinsk.
In de nog onvoltooide kerk werd voor het eerst in 2011 een dienst gehouden. De klokken werden in september van het jaar 2012 geconsacreerd door metropoliet Georgi. Naar verwachting zullen de bouwwerkzaamheden in 2013 zijn voltooid. Aan de decoratie van het interieur zal nog langer worden gewerkt.
Naast de vijfkoepelige kathedraal bestaat het complex uit de Tatianakerk, een kapel en een klokkentoren. Op de eerste verdieping van de kerk bevindt zich een vergaderzaal, een zondagsschool, een bibliotheek en de sacristie. De bovenverdieping betreft de kerk die ontworpen is voor 3.000 gelovigen. Sinds 2010 heeft de kerk een centrum voor hulp aan alcohol- en drugsverslaafden geopend.